# Pienso en tu mirá
Singles de Rosalía
Malamente
(2018) Di mi nombre
(2018)
Pienso en tu mirá (stylisé : Pienso en tu mirá – Cap 3: Celos) est une chanson de la chanteuse espagnole Rosalía sortie le 24 juillet 2018 sous le label Sony Music et apparaissant sur l'album El mal querer. 

## Clip
Le clip est réalisé par Nicolás Méndez de la société de production CANADA, et tourné parallèlement au clip Malamente en mai 2018, en cinq jours à Barcelone, Badalone, L'Hospitalet de Llobregat et Barberà del Vallès.

## Usage commercial
Pienso en tu mirá est utilisé dans une publicité pour la marque de vêtements Pull and Bear en 2018.

## Certifications
| Pays    | Certification | Unités | Référence |
| ------- | ------------- | ------ | --------- |
| Espagne | 2 × Platine   | 80 000 | [ 3 ]     |
| Mexique | Or            | 30 000 | [ 4 ]     |